# Kühsteinfelsen

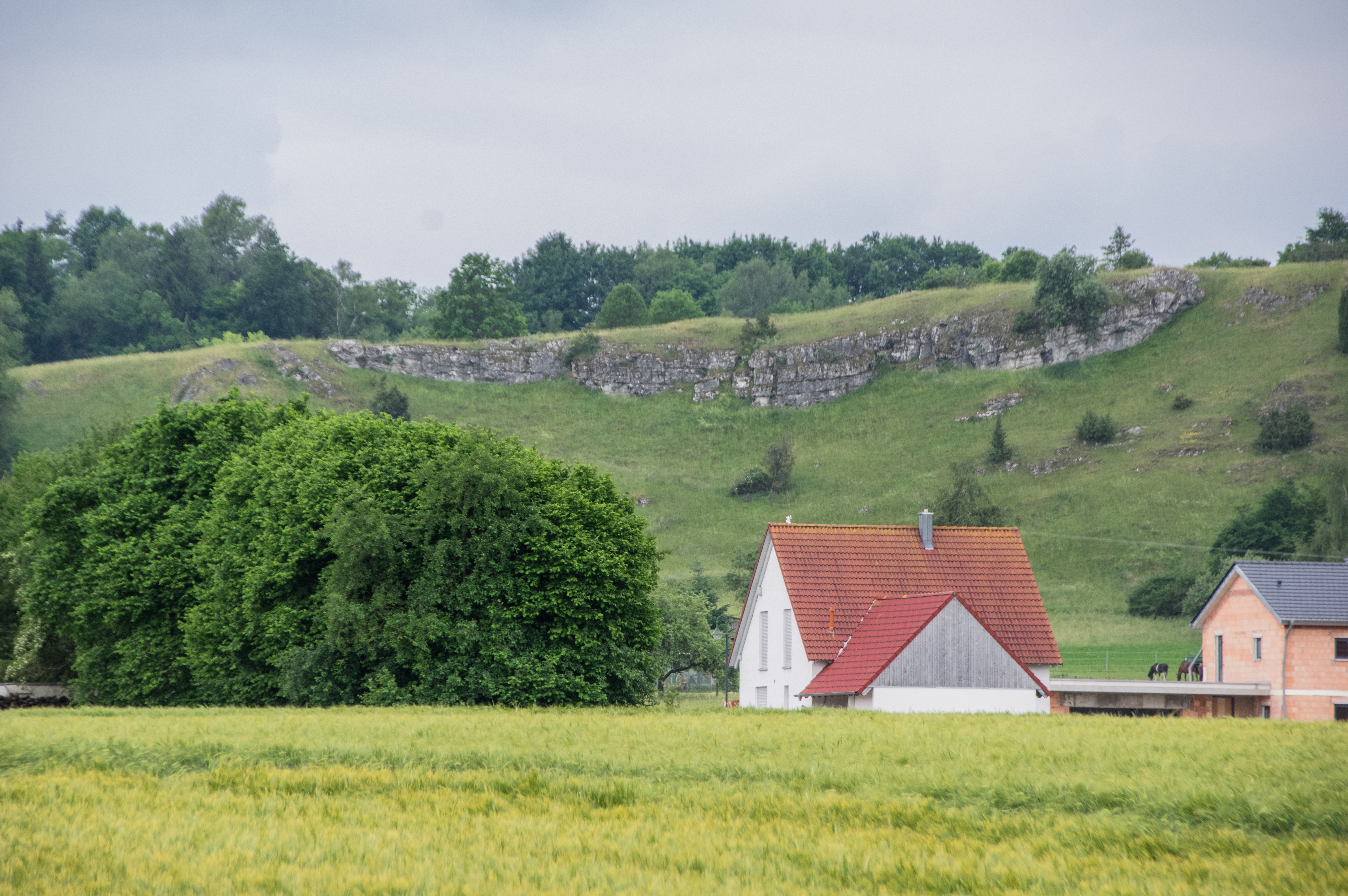
Kühsteinfelsmassiv von Norden

Der Kühstein ist neben anderen Standorten gleichen Namens ein Auswurffelsen des Ries-Impakts in der Gemeinde Mönchsdeggingen im bayerischen Landkreis Donau-Ries. Neben seiner Stellung als herausragendes Geotop ist er eingetragenes Naturdenkmal. 
Koordinaten: 48° 46′ 22,8″ N, 10° 34′ 22,7″ O
Mönchsdeggingen beherbergt am westlichen Ortsrand gleich zwei Geotope des Nationalen Geoparks Ries. Das markante und vom Nördlinger Ries aus weithin sichtbare Felsmassiv wird an seinem Westrand durch einen Steinbruch aufgeschlossen, in dem ein kleiner Rastplatz Wanderer und interessierte Besucher zum Verweilen einlädt.
In unmittelbarer Nähe auf der anderen Seite der Straße befindet sich die Freilegung des ufernahen Flussdeltas des ehemaligen Rieskrater-Sees, ein weiterer geologischer Aufschluss des Geoparks Ries mit einer völlig anders gearteten geologischen Struktur.
Beide geologischen Aufschlüsse sind ausführlich beschildert und erläutern die jeweiligen geologischen Besonderheiten. Sie sind auch Stationen des geologischen Lehrpfades 'Geotope Kühstein' mit einer Länge von circa 3 km und einer Gehzeit von 1 bis 1,5 Stunden.
Der Kühsteinfelsen ist vom Bayerischen Landesamt für Umwelt als wertvolles Geotop (Geotop-Nummer: 779R008) ausgewiesen.